# Valenciano Arriba
Valenciano Arriba es un barrio ubicado en el municipio de Juncos en el estado libre asociado de Puerto Rico. En el Censo de 2010 tenía una población de 1202 habitantes y una densidad poblacional de 262,65 personas por km².

## Geografía
Valenciano Arriba se encuentra ubicado en las coordenadas 18°9′52″N 65°55′24″O / 18.16444, -65.92333. Según la Oficina del Censo de los Estados Unidos, Valenciano Arriba tiene una superficie total de 4.58 km², que corresponden a tierra firme.

## Demografía
Según el censo de 2010, había 1202 personas residiendo en Valenciano Arriba. La densidad de población era de 262,65 hab./km². De los 1202 habitantes, Valenciano Arriba estaba compuesto por el 79.78% blancos, el 8.99% eran afroamericanos, el 0.83% eran amerindios, el 5.41% eran de otras razas y el 4.99% pertenecían a dos o más razas. Del total de la población el 98.92% eran hispanos o latinos de cualquier raza.